# Ma Liberté contre la tienne
Ma Liberté contre la tienne este cel de-al doilea album de compilație al cântăreței franceze Patricia Kaas.

## Conținut
- Primul disc:

1. „Mademoiselle chante le blues” (versiunea live)— 7:58
2. „Les hommes qui passent” — 3:45
3. „Kennedy Rose” — 3:18
4. „Les Mannequins d'osier” — 3:53
5. „Mon mec à moi” (versiunea live) — 5:02
6. „Regarde les riches” — 3:40
7. „Une dernière semaine à New York” — 2:59
8. „Hôtel Normandy” — 5:34
9. „Il me dit que je suis belle” — 5:19
10. „Entrer dans la lumière” — 4:03
11. „Je retiens mon souffle” — 4:37
12. „Reste sur moi” — 4:33
13. „Ceux qui n'ont rien” — 5:14
14. „Fatiguée d'attendre” — 4:31
15. „Summertime” (versiunea live) — 2:33
16. „It's A Man's World” — 5:44

- Discul secund:

1. „Je voudrais la connaître” — 4:16
2. „Dans ma chair” — 4:33
3. „Les lignes de nos mains” — 4:14
4. „Quand j'ai peur de tout” — 4:20
5. „Je me souviens de rien” — 4:05
6. „L'aigle noir” (versiunea live) — 4:59
7. „Lili Marlène” (versiunea live) — 1:03
8. „Le mot de passe” — 4:09
9. „Ma liberté contre la tienne” — 5:56
10. „Une fille de l'Est” — 3:29
11. „Mon chercheur d'or” — 4:32
12. „Les chansons commencent” — 5:29
13. „J'attends de nous” — 4:51
14. „Quand on n'a que l'amour” (versiunea live) — 4:31
15. „D'Allemagne” (versiunea live) — 4:59
16. „Herz eines Kämpfers” (versiunea live) — 3:58

- Discul terțiar:

1. „Rien ne s'arrête” — 3:29
2. „If You Go Away” — 4:11
3. „Un homme et une femme” — 3:19
4. „Les moulins de mon cœur” — 3:44
5. „What Now My Love” — 3:59
6. „The Summer Knows” — 3:53
7. „Syracuse” — 3:27
8. „La mer” — 3:51
9. „Autumn Leaves” — 4:05
10. „My Man” — 3:40
11. „On pourrait” — 3:45
12. „Peut-être que peut-être” — 3:49
13. „C'est la faute à la vie” — 3:57
14. „La nuit est mauve” — 4:19
15. „Où sont les hommes” — 3:49
16. „Toute la musique que j'aime” (versiunea live) — 4:51